# Carlo van den Bergh
Carlo van den Bergh (Beek en Donk, 2 juli 1945 – 3 maart 2008) was een voormalig Nederlands voetballer.
Linksbuiten Van den Bergh was afkomstig van Sparta'25 uit Beek en Donk. Van 1964 tot 1966 speelde hij tien wedstrijden voor PSV. Na PSV vertrok Van den Bergh naar FC Den Bosch.